# 1984年ロサンゼルスオリンピックの西ドイツ選手団
1984年ロサンゼルスオリンピックの西ドイツ選手団（1984ねんロサンゼルスオリンピックのにぢドイツせんしゅだん）は、1984年7月28日から8月12日にかけてアメリカ合衆国のロサンゼルスで開催された1984年ロサンゼルスオリンピックの西ドイツ選手団、およびその競技結果。

## 概要
今大会は金メダル17個、銀メダル19個、銅メダル23個の合計59個のメダルを獲得した。

## メダル
| メダル | 選手名                                                                                    | 競技   | 種目                      |
| ------ | ----------------------------------------------------------------------------------------- | ------ | ------------------------- |
| 金     | ディートマー・メーゲンブルク                                                              | 陸上   | 男子走高跳                |
| 金     | ロルフ・ダンネベルク                                                                      | 陸上   | 男子円盤投                |
| 金     | ウルリケ・マイフェルト                                                                    | 陸上   | 女子走高跳                |
| 金     | クラウディア・ロッシュ                                                                    | 陸上   | 女子砲丸投                |
| 金     | ミヒャエル・グロス                                                                        | 競泳   | 男子200m自由形            |
| 金     | ミヒャエル・グロス                                                                        | 競泳   | 男子100mバタフライ        |
| 金     | フレディ・シュミットケ                                                                    | 自転車 | 男子1000mタイムトライアル |
| 金     | フランク・ウィニケ                                                                        | 柔道   | 男子78kg以下級            |
| 銀     | カール＝ハンス・リーム                                                                    | 陸上   | 男子ハンマー投            |
| 銀     | ユルゲン・ヒングゼン                                                                      | 陸上   | 男子十種競技              |
| 銀     | ミヒャエル・グロス                                                                        | 競泳   | 男子200mバタフライ        |
| 銀     | トーマス・ファーナー ダーク・コルトハルス アレクサンドル・シュウォトカ ミヒャエル・グロス | 競泳   | 男子4×200m自由形リレー    |
| 銀     | スベンヤ・シュリヒト ユトゥ・ハッセ イナ・バイエルマン カリン・ザイク                     | 競泳   | 女子4×100mメドレーリレー  |
| 銀     | ロルフ・ゲルツ                                                                            | 自転車 | 男子4000m個人追い抜き     |
| 銀     | ウーヴェ・メサーシュミット                                                                | 自転車 | 男子ポイントレース        |
| 銅     | ハラルト・シュミット                                                                      | 陸上   | 男子400mハードル          |
| 銅     | クラウス・プログハウス                                                                    | 陸上   | 男子ハンマー投            |
| 銅     | ジークフリート・ヴェンツ                                                                  | 陸上   | 男子十種競技              |
| 銅     | ハイケ・シュルテ＝マットラー ウーテ・ティム ハイデ＝エルケ・ガウゲル ガビー・ブスマン     | 陸上   | 女子4×400mリレー          |
| 銅     | サビーネ・エバーツ                                                                        | 陸上   | 女子七種競技              |
| 銅     | トーマス・ファーナー                                                                      | 競泳   | 男子200m自由形            |
| 銅     | シュテファン・ファイファー                                                                | 競泳   | 男子1500m自由形           |
| 銅     | カリン・ザイク                                                                            | 競泳   | 女子100mバタフライ        |
| 銅     | イナ・バイエルマン                                                                        | 競泳   | 女子200mバタフライ        |
| 銅     | ペトラ・ツィンドラー                                                                      | 競泳   | 女子400m個人メドレー      |
| 銅     | イリス・チェーペ スザンヌ・シュスター クリスティアーネ・ピールケ カリン・ザイク           | 競泳   | 女子4×100m自由形リレー    |
| 銅     | ザンドラ・シューマッハー                                                                  | 自転車 | 女子個人ロードレース      |
| 銅     | ラインハルト・アルバー ロルフ・ゲルツ ローラント・ギュンター ミヒャエル・マルクス         | 自転車 | 男子4000m団体追い抜き     |
| 銅     | ギュンター・ノイロイター                                                                  | 柔道   | 男子95kg以下級            |
| 銅     | アルトゥル・シュナーベル                                                                  | 柔道   | 男子無差別級              |